# Hans Jørgen Darre-Jenssen
Hans Jørgen Darre-Jenssen (Ranheim, 22 giugno 1864 – Oslo, 26 giugno 1950) è stato un ingegnere e politico norvegese.

## Biografia
Era il figlio del politico Lauritz Jenssen (1837-1899), e di sua moglie, Jørgine Wilhelmine Darre (1842-1910). Aveva due fratelli: Lauritz Jenssen Dorenfeldt, ingegnere, e di Worm Hirsch Darre-Jenssen, che fu Ministro del Lavoro (1926-1928).
Dal lato materno era un pronipote di Jacob Hersleb Darre, uno dei padri fondatori della Costituzione norvegese, e un nipote del vescovo Hans Jørgen Darre. Dal lato paterno era un discendente della famiglia Jenssen come pronipote di Matz Jenssen, nipote di Lauritz Dorenfeldt Jenssen, pronipote di Jens Nicolai e Hans Peter Jenssen e un cugino di secondo grado di Anton e Hans Peter Jenssen. Attraverso suo fratello Lauritz, era uno zio del giurista Lauritz Jenssen Dorenfeldt.
Nel luglio 1895, a Lillehammer, sposò Sigrid Støren (1871-1935), figlia di un tenente colonnello.
Si laureò in ingegneria e dopo aver vissuto per alcuni anni all'estero, nel 1909 partecipò alla costruzione della Linea Dovre e della Linea Gjøvik, così come la ricostruzione della Linea di Drammen e della stazione centrale di Oslo.
Nel 1904 entrò in politica quando fu eletto al comitato esecutivo del consiglio comunale di Kristiania. Nel giugno 1910 è stato nominato Ministro del Lavoro nel governo Konow, sostituendo Bernhard Brænne, carica che mantenne fino al 1912.
Dal 1912 era un direttore tecnico delle Ferrovie dello Stato norvegese, fino al 1919. Fu un membro del consiglio di amministrazione della Croce Rossa norvegese, divenendone anche il suo presidente (1913-1917).
Morì il 26 giugno 1950 a Oslo.